# Austin Westminster

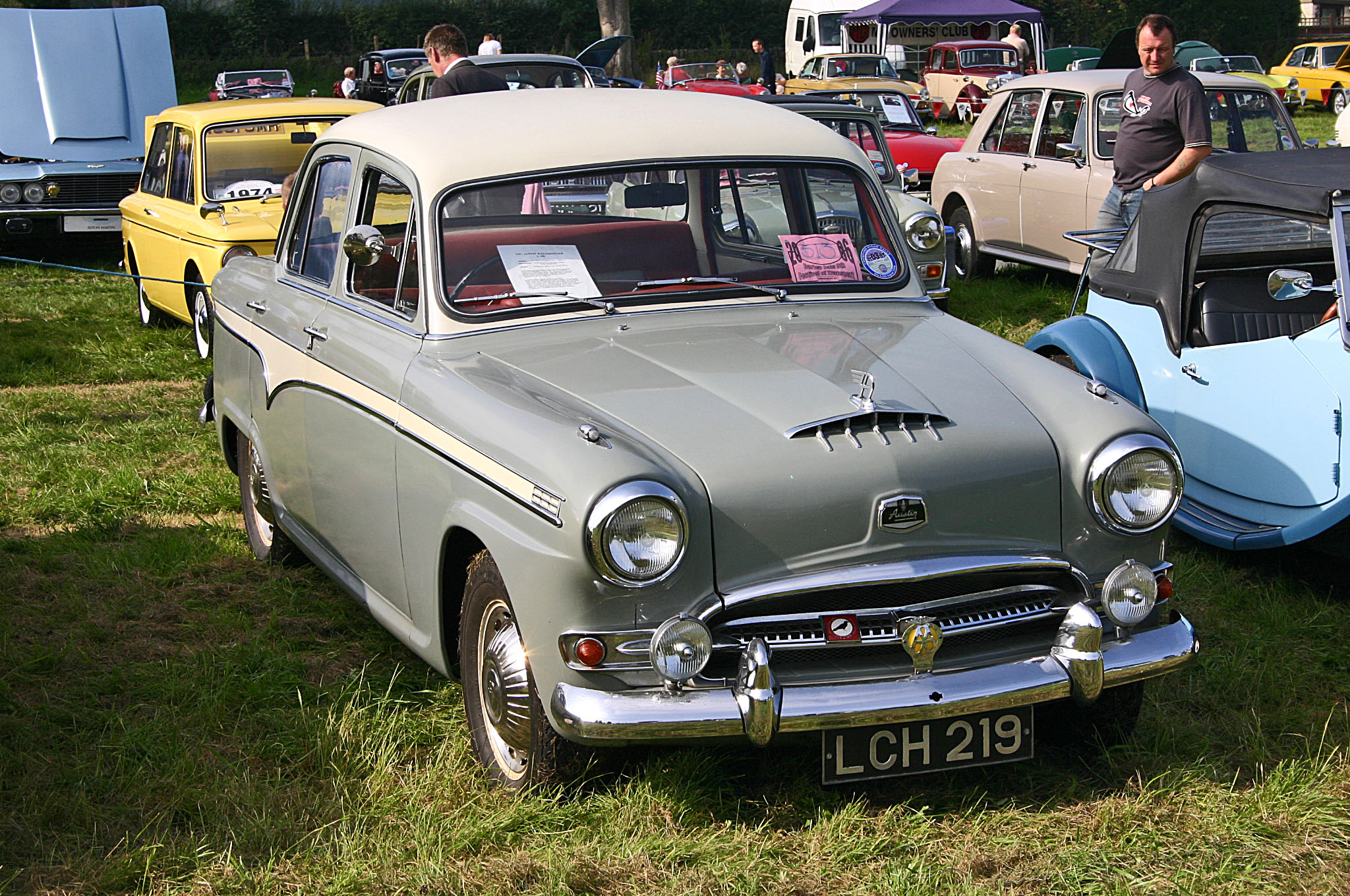
Austin A 105 Westminster

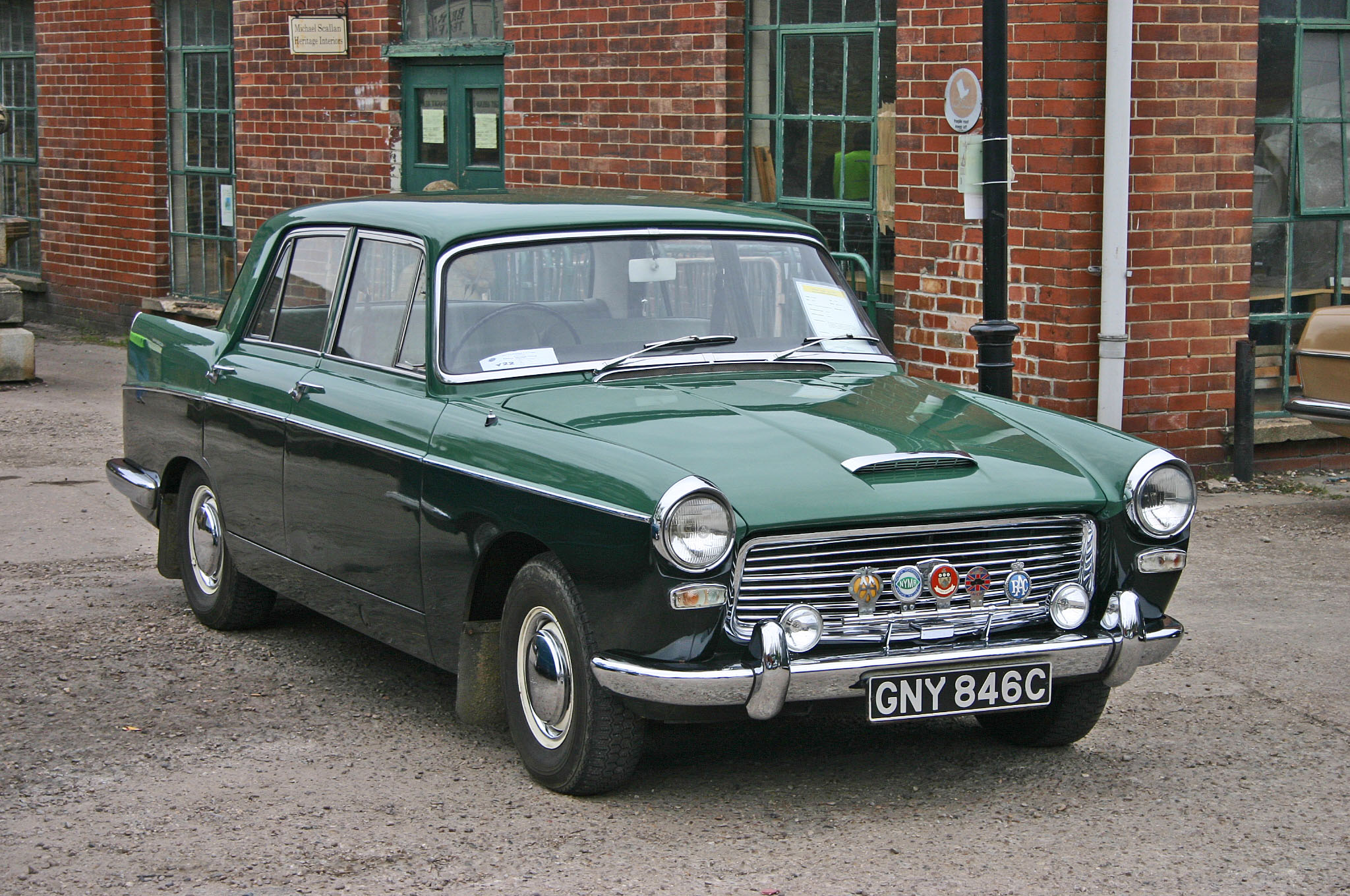
Austin A 110 Westminster

Der Austin Westminster war ein Auto der oberen Mittelklasse, das von 1954 bis 1967 von der Austin Motor Company in Großbritannien gebaut wurde. Es gab zwei Modellgenerationen, 1954 bis 1959 und 1959 bis 1967, sowie Motoren mit sechs Zylindern und 2600 und 2900 cm³. Die Modelle werden wie folgt gegliedert:
- Erste Generation
  - A 90 Westminster (1954–1956)
  - A 95 Westminster (1956–1959)
  - A 105 Westminster, leistungsgesteigerte Version mit 105 PS (1956–1959)
- Zweite Generation
  - A 99 Westminster (1959–1961)
  - A 110 Westminster (1961–1967)

1967 wurde der Westminster durch den Austin 3-litre abgelöst.